# Aeromys
Écureuils volants
Pour les articles homonymes, voir Écureuil volant.
Genre
Le genre Aeromys regroupe des écureuils volants. Il comprend deux espèces :
- Aeromys tephromelas (Günther, 1873)
- Aeromys thomasi (Hose, 1900)